# Taktika
Taktika est un groupe de hip-hop canadien, originaire de Lévis, au Québec. Il se compose présentement des rappeurs Frédéric Auger (T-Mo) et Simon Valiquette (B-Ice). Le groupe fait également partie du collectif 83. Taktika est l'un des piliers du mouvement Hip-hop québécois. 
Avec plus de 100 000 albums vendus en carrière, cinq nominations au Gala de l’ADISQ et des centaines de spectacles qui les ont menés aux quatre coins de la province et sur les scènes les plus prestigieuses (Spectrum de Montréal, Métropolis, Grand Théâtre de Québec, etc.), T-Mo et B.I.C ont conquis plusieurs générations avec leur musique.

## Biographie

### Formation et débuts (1996–2004)
Taktika est formé en 1996 à Lévis, plus précisément dans le secteur de Charny sur la rive-sud de Québec, au Québec. Il est initialement formé des rappeurs T-Mo, BIC et Ben (membre jusqu’en 2002). Taktika fait sa première apparition officielle sur album en 1999 sur la compilation Zone de choc, accompagné de Droopy, Le Cerveau, El Verseau et Canox. La même année, le groupe participe au 1er volume de Berceau de l’Amérique qui réunit quelques-uns des groupes les plus populaires de l’époque (Muzion, 2Faces, Onze, Canox, King, La Structure, etc.)
Après avoir participé à la chanson 83, publiée en 2000, qui obtient un succès underground, le groupe signe son premier contrat avec le label Explicit Productions. Taktika présente son premier album en mai 2001. Le groupe y publie son premier album intitulé Mon mic, mon forty, mon blunt, qui devient rapidement un classique dans le milieu du hip-hop québécois et se vend à plus de 8 000 exemplaires[réf. nécessaire]. T-Mo et B.I.C. joignent ensuite les rangs du collectif 83 (2Faces, Onze, Canox, Pagail et Taktika) avec lequel ils produiront quatre albums : Hip-hop 101 (2001), La suite logique (2002), Le dernier chapitre (2004) et Hip-hop 102 - Greatest hits (2009). Philippe Renaud, du journal montréalais La Presse, considère Hip-hop 101, le premier album du collectif, comme une des œuvres ayant défini le rap québécois.

### L’affaire Taktika(2005–2007)
Après sa collaboration avec le 83, Taktika revient en mai 2005 avec l'album L’affaire Taktika, accompagné de plusieurs artistes du hip-hop québécois comme Muzion, Shoddy, et Webster. L’album est un succès. Le single Un été chez nous atteint le top 20 francophone 2006 sur les ondes de CKOI[réf. nécessaire]. Les vidéos L’affaire Taktika, Des fois j’me dis et Où est-ce qu’on s’en va ont tous droit à de fortes rotations et des présences régulières dans le Top 5 sur les ondes de MusiquePlus[réf. nécessaire]. 
Taktika élargit par ailleurs ses horizons musicaux au cours de l’année 2005-2006. Le groupe produit la chanson thème du documentaire Printemps fragile du réalisateur André Mélançon ainsi que la trame sonore des Saltimbanques du ring, série qui retrace les moments forts de la lutte au Québec[réf. nécessaire].

### Le cœur et la raison(2008–2010)
En 2008, le groupe récidive avec l'album Le Cœur et la raison. Cette fois, le propos change de façon marqué, alors que B-Ice sort d’une cure de désintoxication et aborde sa lutte contre les dépendances dans la chanson Désintox, et que T-Mo devient père de famille et dédie la chanson Comme un ange à sa première fille. Le simple La tête dans les nuages domine le Top 5 de MusiquePlus pendant plusieurs semaines et se retrouve en rotation sur les ondes de la radio NRJ.
Taktika remporte le prestigieux prix « Choix du public MusiquePlus » au gala SOBA 2010. Il est également couronné « Groupe hip-hop francophone de l'année ». Toujours en 2010, Taktika présente Désarmé jusqu’aux dents, la chanson thème de la semaine de prévention du suicide. Le vidéoclip, produit par les Productions 4 éléments, réunit plus de 50 artistes de la scène Hip Hop québécoise et cumule plus de 1,5 million de vues à ce jour sur YouTube.

### À bout portant(2011–2014)
2011 marque le quinzième anniversaire du groupe. T-Mo et B-Ice profitent de l'occasion pour lancer son quatrième album, À bout portant. Pour l'album, Taktika collabore avec des artistes américains comme KRS-One et Buckshot, et des artistes français comme Shurik'n du groupe IAM, et Kery James. Le premier extrait, Personne n'y croyait, obtient d'ailleurs un succès instantané et cumule plus de 600 000 vues sur YouTube.
Les gars du 83 participent ensuite à l’album Explicit vol.1 en 2014 avec les artistes qui composent la maison de disques Explicit Productions à l’époque : Facekché, Saye et LMC Rar. C’est T-Mo qui se charge de la réalisation.

### Résilient(2015)
Au début de 2015, le groupe annonce avec un vidéoclip la sortie de son cinquième album, Résilient,. Deux mois avant la sortie, un ami proche et collaborateur du groupe, Manu Boivin (connu pour sa participation sur Un été chez nous), se suicide, quelques jours après avoir enregistré le refrain de Un joyau parmi les ordures, le cinquième morceau de l’album. 
L'espoir, la persévérance, la résilience; voilà les grands thèmes qui nourrissent cet album. Des chansons comme Résilient, Quand l’espoir meurt, Un joyau parmi les ordures et Mes chums pt.II abordent tous ces thèmes sur la musique percutante de Tobin Musique, Delicate Beats et Hot Box. Le groupe célèbre son 20e anniversaire en grand d’abord à l’Anglicane de Lévis pour le Festival d’été avec un "rap mordant" comme le titrera le Journal de Québec.

### 20eanniversaire(2016-2018)
Le groupe célèbre son 20e anniversaire en grande d’abord à l’Anglicane de Lévis, pour ensuite conquérir les 10 000 spectateurs du Parc de la Francophonie lors du Festival d’été de Québec en 2016. Taktika présente ensuite un album de type « greatest hits » en décembre qui comporte 16 chansons revisitées et 4 inédits. Le groupe part en tournée pour célébrer cet événement avec ses fans en 2017 et 2018 partout en province. 

### Tant que j'respire(2019 à 2021)
Taktika récidive en 2019 avec un septième album, intitulé Tant que je respire. T-Mo et B-Ice sont de retour avec la même verve qu’on leur connait: paroles lourdes de sens, images fortes et style évocateur. Mais le son et l’approche évoluent. Entouré de plusieurs poids lourds du Rap Queb, dont Souldia, Rymz, Sarahmée et Eman d’Alaclair Ensemble, l’album est bien reçu par la critique et les fans, atteignant le top 3 des meilleurs vendeurs francophones à sa première semaine de sortie. Le Journal de Montréal en fait d’ailleurs son coup de cœur et qualifie l’album de « musclé ».

### Rap Queb Monuments(2022 à 2024)
Afin de souligner ses 25 ans de carrières, Taktika présente en 2022 l'album Rap Queb Monuments, un hommage aux artisans qui ont contribué de façon significative à l’émergence de cette musique dans la province. Sur chacune des dix pièces, le public peut entendre un artiste ou un groupe qui, à leur façon, ont marqué le mouvement. L’album contient des apparitions de Connaisseur Ticaso, Sans Pression, Yvon Krevé, Muzion, 83, Limoilou Starz et un couplet inédit du regretté Pagail. Stéphane Plante de QUB Musique écrira : « Si on en vient à enseigner l’histoire du rap d’ici en classe un jour, le prof se doit de faire entendre Rap Queb Monuments à ses élèves » et donnera une note de 4 étoiles au projet[réf. souhaitée].

### Rap Queb Diamants(2024 à ...)
À l'été 2024, Taktika annonce la sortie prochaine de la suite de Rap Queb Monuments, intitulé Rap Queb Diamants, qui mettra cette fois en lumière des artistes des générations suivantes qui ont fait exploser la popularité du hip hop dans la province. Il présente un premer extrait en juin en collaboration avec le jeune prodige de Gatineau, Mindflip, intitulé "Nouveau chapitre", un clin d'oeil à la chanson "Dernier chapitre" du 83 paru en 2005. 

## Implication sociale
Depuis 2008, les membres de Taktika ont épousé plusieurs causes qui leur tient à coeur. Outre le mouvement Lève-toi et vote lancé en 2008 pour inciter la nouvelle génération à voter, le groupe s'implique dans la prévention du suicide, de la toxicomanie et du décrochage scolaire. 
Il partage entre autres leur parcours de vie et le rôle que la musique y a joué pour sortir d'épreuves difficiles à travers des conférences et des ateliers d'écriture présentés dans des écoles, des maisons de jeunes, des centres jeunesse et des centres de détention à partout au Québec.

## Prix et distinctions
- 2001 : Nomination « Album hip-hop de l’année » pour Mon mic, mon forty, mon blunt, Gala de l’ADISQ
- 2002 : Nomination « Album hip-hop de l’année » pour Hip Hop 101, Gala de l’ADISQ
- 2003 : Nomination « Album hip-hop de l’année » pour La suite logique, Gala de l’ADISQ
- 2006 : Lauréat « Choix du public », Gala Montréal Underground
- 2006 : Nomination « Album hip-hop de l’année » pour L’affaire Taktika, Gala de l’ADISQ
- 2008 : Nomination « Vidéoclip francophone de l'année » pour le vidéoclip Ou est-ce qu’on s’en va, Gala SOBA
- 2008 : Nomination « Chanson de l'année » pour le vidéoclip Au nom de qui ? avec Imposs et Rad, Gala SOBA
- 2009 : Nomination « Album hip-hop de l’année » pour Le Cœur et la raison, Gala de l’ADISQ
- 2009 : Nomination « Collaboration francophone de l'année » pour la chanson Au nom de qui ? avec Imposs et Rad, Gala SOBA
- 2009 : Nomination « Vidéoclip francophone de l'année » pour le vidéoclip Au nom de qui ? avec Imposs et Rad, Gala SOBA
- 2010 : Lauréat « Le choix du public MusiquePlus », Gala SOBA
- 2010 : Lauréat « Artiste ou groupe hip-hop francophone de l'année », Gala SOBA[7]
- 2010 : Nomination « Artiste ou groupe francophone de l'année », Gala SOBA
- 2010 : Nomination « Collaboration francophone de l'année » pour la chanson La tête dans les nuages avec Dupuis, Gala SOBA
- 2010 : Nomination « Vidéoclip francophone de l'année » pour le vidéoclip La tête dans les nuages avec Dupuis, Gala SOBA